# John D. Hoblitzell
John D. Hoblitzell, Jr. (Parkersburg, 1912. január 30. – Clarksburg, 1962. január 6.) az Amerikai Egyesült Államok szenátora (Nyugat-Virginia, 1958).